# Verlag von Richard Mühlmann

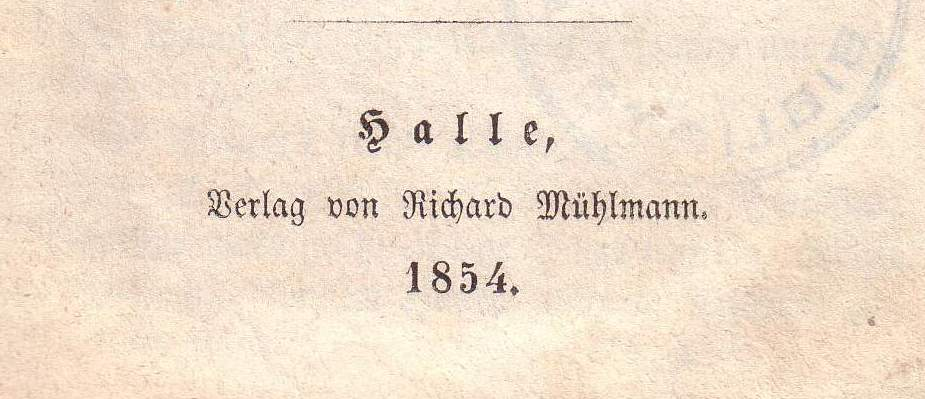
Verlag von Richard Mühlmann

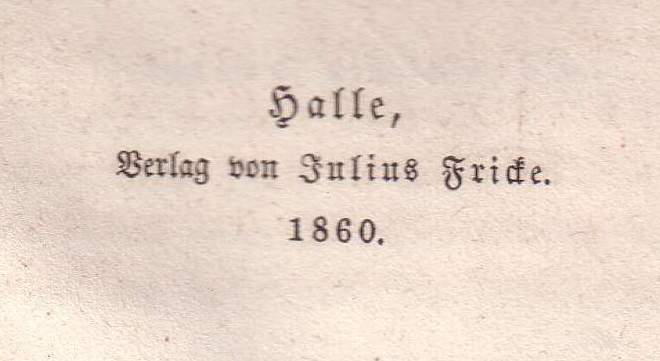
Verlag von Julius Fricke

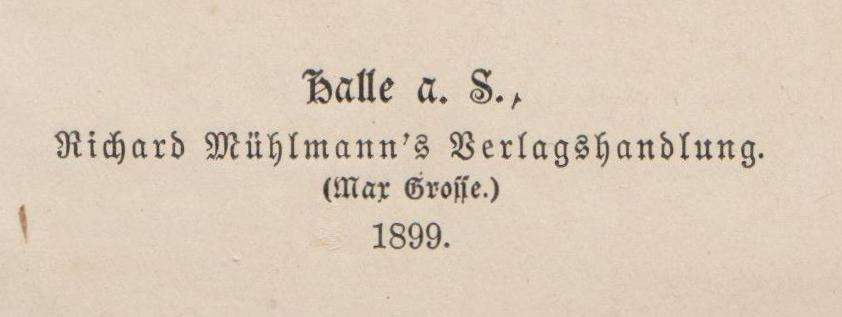
Richard Mühlmann’s Verlagsbuchhandlung (Max Grosse)

Der Verlag von Richard Mühlmann wurde im Jahr 1840 von Richard Mühlmann in Halle (Saale) gegründet.

## Geschichte
Der Ursprung des Unternehmens war die am 23. Dezember 1824 gegründete Grunert’sche Verlagsbuchhandlung, die Mühlmann im Jahr 1840 nach dem Tode des Verlegers Carl Grunert übernommen hatte. Zehn Jahre später starb Mühlmann; der Betrieb ging am 10. September 1850 an seine Witwe, Lina Mühlmann, geb. Hirsch, über. Sie ließ ihn von Geschäftsführern weiterführen: zunächst wurde Julius Fricke zum Geschäftsleiter des Verlages bestellt, bis 1860 Gustav Emil Barthel an dessen Stelle zum Verantwortlichen ernannt wurde. Fricke gründete in Folge den J. Fricke Verlag (auch: Verlag von Julius Fricke), der bis 1887 bestand und der teilweise Werke von Mühlmann-Autoren herausgab. Unter Barthel kam es beim Mühlmann-Verlag 1862 zu einer Erweiterung des Geschäftes um eine  Kunsthandlung, deren erste Produkte die von S. G. Liesching in Stuttgart erworbenen Kunstblätter waren. Im Jahr 1869 wurde Eduard Baumgärtel Geschäftsführer bei Mühlmann.
1886 verkaufte Lina Mühlmann das Sortimentsgeschäft an die Verleger Ernst Meissner und Friedrich Starke, dort firmierte es zunächst als Richard Mühlmann’s Sortiment (Meissner & Starke). 1903 ging es dann vermutlich an Paul Gloeckner über.
Das Verlagsgeschäft blieb im Eigentum von Lina Mühlmann und wurde unter der Leitung von Baumgärtel fortgeführt. 1888 verkaufte Mühlmanns Witwe dann auch die Richard Mühlmann Verlagsbuchhandlung. Der neue Eigner, Max Grosse, führte sie nun als Richard Mühlmann's Verlagsbuchhandlung (Max Grosse). Die Übernahme des Bremer C. Eduard Müllers Verlag am 13. März 1900 vergrößerte den Mühlmann-Verlag erheblich. Zu den bei diesem Verlag herausgegebenen Autoren gehörten Ernst Christian Achelis, Gerhard von Amyntor,  Wilhelm Baur (Gesammelte Schriften), Emil Frommel (Neue Christoterpe), Eberhard Dennert, Karl Theodor Gaedertz, Karl Gerok, W. Grashoff, Georg Rudolf Koegel, August Sperl und Johanna Spyri. Auch gab Müller in einem Lokalgeschichtsverlag Titel zur Geschichte Bremens sowie einige Zeitschriften heraus.
Lina Mühlmann war Trägerin des Preußischen Verdienstkreuzes für Frauen und Jungfrauen.

## Autoren
Zu den Autoren des Verlages gehörten:
- Friedrich Ahlfeld
- Max Allihn
- Karl Barthel
- Wilhelm Friedrich Besser (Dekan)
- Hedwig von Bismarck
- Ernst Dryander (Oberhofprediger und Dekan)
- Eduard Heyck
- Gustav Jahn
- Marie Nathusius
- Philipp von Nathusius (als Herausgeber)
- Auguste Sievert

Außerdem wurde das 1844 erstmals erschienene Volksblatt für Stadt und Land zur Belehrung und Unterhaltung bei Mühlmann verlegt. Über die Zeitung konnten die Verlagsprodukte erfolgreich vermarktet werden. Auch die Knabe–Oswaldschen Rechenbücher und die Predigtensammlung Sonntagsfreude gab der Mühlmann-Verlag heraus.